# Рунеберг (тауншип, Миннесота)
Рунеберг (англ. Runeberg) — тауншип в округе Бекер, Миннесота, США. На 2000 год его население составило 387 человек.

## География
По данным Бюро переписи населения США площадь тауншипа составляет 92,5 км², из которых 92,5 км² занимает суша, а 0,1 км² — вода (0,06 %).

## Демография
По данным переписи населения 2000 года здесь находились 387 человек, 130 домохозяйств и 101 семья.  Плотность населения —  4,2 чел./км².  На территории тауншипа расположено 153 постройки со средней плотностью 1,7 построек на один квадратный километр. Расовый состав населения: 97,42 % белых и 2,58 % коренных американцев. Испанцы или латиноамериканцы любой расы составляли 0,26% от популяции тауншипа.
Из 130 домохозяйств в 35,4 % воспитывались дети до 18 лет, в 66,2 % проживали супружеские пары, в 3,8 % проживали незамужние женщины и в 22,3 % домохозяйств проживали несемейные люди. 20,0 % домохозяйств состояли из одного человека, при том 6,2 % из — одиноких пожилых людей старше 65 лет. Средний размер домохозяйства — 2,98, а семьи — 3,43 человека.
29,7 % населения — младше 18 лет, 9,3 % — в возрасте от 18 до 24 лет, 23,8 % — от 25 до 44, 23,8 % — от 45 до 64, и 13,4 % — старше 65 лет. Средний возраст — 37 лет. На каждые 100 женщин приходилось 127,6 мужчин.  На каждые 100 женщин старше 18 приходилось 126,7 мужчин.
Средний годовой доход домохозяйства составлял 36 500 долларов, а средний годовой доход семьи —  41 667 долларов. Средний доход мужчин —  27 946  долларов, в то время как у женщин — 18 333. Доход на душу населения составил 13 747 долларов. За чертой бедности находились 7,1 % семей и 10,4 % всего населения тауншипа, из которых 8,0 % младше 18 и 24,0 % старше 65 лет.